# Стентон (Мічиган)
Стентон (англ. Stanton) — місто (англ. city) в США, в окрузі Монткам штату Мічиган. Населення — 1348 осіб (2020).

## Географія
Стентон розташований за координатами 43°17′35″ пн. ш. 85°4′46″ зх. д. / 43.29306° пн. ш. 85.07944° зх. д. (43.293152, -85.079576).  За даними Бюро перепису населення США в 2010 році місто мало площу 5,57 км², з яких 5,56 км² — суходіл та 0,01 км² — водойми.

## Демографія
Згідно з переписом 2010 року, у місті мешкало 1417 осіб у 508 домогосподарствах у складі 315 родин. Густота населення становила 255 осіб/км².  Було 579 помешкань (104/км²).
Расовий склад населення:
| - 93,8 % — білих - 1,8 % — чорних або афроамериканців - 0,7 % — корінних американців - 0,2 % — азіатів - 1,8 % — осіб інших рас |

До двох чи більше рас належало 1,7 %. Частка іспаномовних становила 5,9 % від усіх жителів.
За віковим діапазоном населення розподілялося таким чином: 23,9 % — особи молодші 18 років, 62,3 % — особи у віці 18—64 років, 13,8 % — особи у віці 65 років та старші. Медіана віку мешканця становила 33,8 року. На 100 осіб жіночої статі у місті припадало 102,4 чоловіків;  на 100 жінок у віці від 18 років та старших — 107,1 чоловіків також старших 18 років.
Середній дохід на одне домашнє господарство  становив 35 549 доларів США (медіана — 28 438), а середній дохід на одну сім'ю — 41 501 долар (медіана — 35 625). Медіана доходів становила 34 688 доларів для чоловіків та 25 750 доларів для жінок. За межею бідності перебувало 30,6 % осіб, у тому числі 36,9 % дітей у віці до 18 років та 23,6 % осіб у віці 65 років та старших.
Цивільне працевлаштоване населення становило 460 осіб. Основні галузі зайнятості: освіта, охорона здоров'я та соціальна допомога — 26,1 %, виробництво — 17,2 %, роздрібна торгівля — 9,3 %, публічна адміністрація — 8,3 %.